# روبرت بي بالدوين
روبرت بي بالدوين (بالإنجليزية: Robert P. Baldwin)‏ هو ضابط أمريكي، ولد في 19 أكتوبر 1917 في لوس أنجلوس في الولايات المتحدة، وتوفي في 7 أبريل 1994 في سان ماركوس في الولايات المتحدة.